# Johan Nyholm
Johan Nyholm var en svensk gravör, ritlärare och manufakturist verksam under 1700-talets mitt.
Nyholm fick sin konstnärliga utbildning i utlandet där han studerade teckning, gravyr och tryckeriprocessen. Han var anställd som gesäll hos klensmeden Anders Bure i Stockholm 1735 och erhöll 1743 privilegium att etablera en rit och konstskola i Stockholm. Nyholm var fabrikör vid Ylle-, linne- och sidentryckerifabriken 1745–1750. Hans mest kända arbete är en rijt book som han komponerade för arvprinsen Fredrik 1758.   